# Aufstiegsfortbildungsförderungsgesetz
Das Aufstiegsfortbildungsförderungsgesetz (AFBG) unterstützt mit finanziellen Mitteln die berufliche Aufstiegsfortbildung von Handwerkern und anderen Fachkräften und soll Existenzgründungen erleichtern. Die Förderung ist ein Äquivalent zum Bundesausbildungsförderungsgesetz (BAföG) und wird deshalb schlagwortartig auch Meister-BAföG oder Aufstiegs-BAföG genannt. Das Aufstiegsfortbildungsförderungsgesetz wurde zum 1. Januar 1996 eingeführt. Zum 1. Januar 2002, 1. Juli 2009 und 1. August 2016 traten jeweils Reformen des AFBG in Kraft. Zum 1. August 2020 trat das 4. AFBG Änderungsgesetz mit dem Ziel der Erweiterung des Förderkreises und einer deutlichen Verbesserung des Förderumfanges in Kraft. Anders als im BAföG existiert im AFBG keine maximale Altersgrenze.

## Allgemeines
Das Gesetz ist ein umfassendes Förderinstrument für die berufliche Fortbildung in allen Berufsbereichen. Bis zum 31. Juli 2016 wurde als Voraussetzung der Abschluss einer Erstausbildung oder ein vergleichbarer Berufsabschluss nach dem Berufsbildungsgesetz oder der Handwerksordnung verlangt. Mit dem Inkrafttreten des 3. AFBG Änderungsgesetzes wurde der Förderkreis auf Studienabbrecher ohne vorherigen Berufsabschluss und Akademiker, die als höchsten akademischen Abschluss bereits einen Bachelor vorweisen können, erweitert.
Mit der Gesetzesänderung des AFBG im Jahr 2009 wurde die Zahl der Anspruchsberechtigten um Altenpflegefachkräfte und Erzieher erweitert. So erhielten 2009 rund 158.000 Personen, davon 69 % Männer und 31 % Frauen eine Förderung nach dem AFBG.
Im Jahr 2014 bezogen rund 172.000 Personen Aufstiegs-BAföG. Im Vergleich zu 2013 stieg die Zahl der Empfänger somit um 0,2 Prozent an. Insgesamt haben davon rund 117.000 Männer und 55.000 Frauen die Förderung erhalten. 2018 wurden etwa 167.000 Menschen durch das Aufstiegs-BAföG gefördert. Insgesamt erhielten 105.000 Männer und 62.000 Frauen die Förderung.
| Jahr | Geförderte Personen | Finanzieller Aufwand | davon als Zuschuss | davon als Darlehen |
| ---- | ------------------- | -------------------- | ------------------ | ------------------ |
| 2002 | 87.756              | 298.772.000          | 202.700.000        | 96.071.000         |
| 2004 | 133.018             | 378.563.000          | 257.135.000        | 121.427.000        |
| 2006 | 135.915             | 369.045.000          | 260.257.000        | 108.788.000        |
| 2008 | 139.520             | 381.658.000          | 114.257.000        | 267.401.000        |
| 2009 | 157.543             | 455.691.000          | 140.621.000        | 315.070.000        |
| 2014 | 172.000             | k. A.                | k. A.              | k. A.              |
| 2018 | 167.000             | k. A.                | k. A.              | k. A.              |

## Förderfähige Fortbildungen

### Fortbildungsziele (§ 2 Abs. 1 AFBG)
Gefördert wird die Teilnahme an Fortbildungsmaßnahmen, die gezielt vorbereiten auf ein öffentlich-rechtliches Fortbildungsziel. Entscheidend ist, dass es sich dabei um eine berufliche Aufstiegsfortbildung und nicht etwa um eine Vorbereitung auf einen akademischen Grad (Bachelor- oder Masterstudiengang) handelt. Auch die Förderung der Teilnahme an einer beruflichen Erstausbildung durch das AFBG ist ausgeschlossen. Das angestrebte Ziel muss höherwertiger sein als ein Abschluss auf dem Niveau einer Facharbeiter-, Gesellen- oder Gehilfenprüfung. Unter den grundsätzlich förderfähigen Fortbildungszielen fallen zum Beispiel der Meister, der Industriemeister, der staatlich geprüfter Techniker, der Fachwirt oder auch der IT-Projektleiter.

### Zertifizierung des Trägers (§ 2a AFBG)
Förderfähig ist nur die Teilnahme an Maßnahmen, die von einem
a) öffentlichen,
b) einem staatlich anerkannten
c) oder einem zertifizierten Träger durchgeführt werden.

### Formale Kriterien an der Maßnahme (§ 2 Abs. 3 AFBG)
Eine Maßnahme muss mindestens 400 Unterrichtsstunden umfassen. Wird ein Abschluss der ersten Fortbildungsstufe nach dem Berufsbildungsgesetz oder der Handwerksordnung angestrebt, muss die Maßnahme mindestens 200 Unterrichtsstunden umfassen.
Handelt es sich dabei um eine Vollzeitmaßnahme, so muss diese bzw. müssen alle darin enthaltenen Maßnahmeabschnitte innerhalb von 36 Monaten abgeschlossen werden und es müssen in der Regel in jeder Woche an mindestens vier Werktagen 25 Unterrichtsstunden absolviert werden.
Handelt es sich hingegen um eine Teilzeitmaßnahme, so hat die Person 48 Monate Zeit, die Maßnahme bzw. alle Maßnahmeabschnitte zu besuchen. Es müssen im Durchschnitt mindestens 18 Unterrichtsstunden im Monat stattfinden.
Zu beachten ist, dass auch die einzelnen Unterrichtsstunden Voraussetzungen erfüllen müssen. Die Anforderung an eine förderfähige Unterrichtsstunde wird in § 2 Abs. 4 Satz 2 und 3 AFBG näher wie folgt erläutert:
„Förderfähige Unterrichtsstunden sind Präsenzlehrveranstaltungen, deren Inhalte in der Prüfungsregelung verbindlich vorgegeben sind. In förderfähigen Unterrichtsstunden müssen die nach den Fortbildungsregelungen und Lehrplänen vorgesehenen beruflichen Fertigkeiten, Kenntnisse und Fähigkeiten durch hierzu qualifizierte Lehrkräfte planmäßig geordnet vermittelt werden.“
Neben den klassischen Präsenzstunden, die im Rahmen des Frontalunterrichtes erbracht werden, können auch mediengestützte Unterrichtsstunden und Fernlehrgänge gefördert werden, vgl. § 4 und § 4a AFBG.

## Persönliche Voraussetzungen

### Staatsangehörigkeit (§ 8 AFBG)
Anspruch auf Förderung haben grundsätzlich Deutsche und Ausländer, wenn sie ein von der Ausbildung unabhängiges Aufenthaltsrecht in Deutschland besitzen, etwa weil sie hier aufgewachsen sind oder ihr Aufenthaltsrecht von hier lebenden Eltern oder vom Partner ableiten. In wenigen Fällen – etwa für Ausländer mit einer „Duldung“ – ist zudem eine Mindestaufenthaltsdauer von 15 Monaten erforderlich. Wer hingegen ein Aufenthaltsrecht nur zu Ausbildungszwecken besitzt, kann in der Regel – auch als Unionsbürger – keine BAföG-Leistungen beanspruchen, vgl. § 8 AFBG.

### Vorqualifikation (§ 9 Abs. 4 AFBG)
Seit der Gesetzesanpassung im August 2016 besteht nun auch die Möglichkeit, Aufstiegs-BAföG zu beziehen, wenn man als höchsten akademischen Grad bereits einen Bachelor oder einen gleichwertigen Hochschulabschluss besitzt. Höher qualifizierte Personen haben nach wie vor keinen Anspruch auf Förderung nach dem AFBG. Intern erworbenen Abschlüsse hingegen führen nicht zu einem Ausschluss der Förderung.

### Zulassungsvoraussetzungen (§ 9 Abs. 1 - 3 AFBG)
Grundsätzlich muss die Person vor Beginn der Maßnahme über die nach der jeweiligen Fortbildungsordnung für die Prüfungszulassung erforderliche berufliche Vorqualifikation verfügen, vgl. § 9 Abs. 1 AFBG.
Abweichend davon ist es auch ausreichend, wenn die fehlende Vorqualifikation in Form eines Berufsabschlusses oder einer nach dem AFBG geförderten Weiterbildung bis zum letzten Unterrichtstag der besuchten Maßnahme bzw. bis zum letzten Unterrichtstag des ersten Maßnahmeabschnittes erworben wird. Bei der Förderung des Unterhaltes ergeben sich hier allerdings Einschränkungen.
Eine fehlende Berufspraxis, die zusätzlich zu einem Berufsabschluss benötigt wird, kann ebenfalls bis zum Ende der Maßnahme erworben werden, damit ein Anspruch nach § 9 AFBG besteht. Die konkrete Möglichkeit hier zu muss allerdings nachgewiesen werden.

### Regelmäßige Teilnahme (§ 9a AFBG)
Damit der mit Bescheid festgesetzte Anspruch auch erhalten bleibt, muss regelmäßig an der geförderten Maßnahme teilgenommen werden. Die Teilnahme an der Maßnahme wird mindestens nach sechs Monaten nach Beginn und zum Ende der Maßnahme geprüft und muss mindestens 70 Prozent betragen. Kann eine regelmäßige Teilnahme am Lehrgang nicht nachgewiesen werden, so sind die erhaltenen Leistungen regelmäßig zu erstatten, vgl. § 16 Abs. 2 AFBG.

### Ausschluss der Förderung (§ 3 AFBG)
Die Teilnahme an einer Vollzeitmaßnahme wird insbesondere nicht gefördert, wenn für diesen Bewilligungszeitraum bereits Anspruch nach dem BAföG oder Leistungen nach dem SGB III (Arbeitslosengeld I) besteht. Ebenso kann eine Maßnahme (Teilzeit und Vollzeit) nicht gefördert werden, wenn für sie Arbeitslosengeld bei beruflicher Weiterbildung nach dem SGB III oder nach § 6 Absatz 1 des Beruflichen Rehabilitierungsgesetzes. Weitere Leistungen, die zum Ausschluss der Förderung führen, sind in § 3 AFBG abschließend aufgeführt.

## Höhe und Umfang der Leistungen

### Maßnahmebeitrag
Gefördert werden die tatsächlich angefallenen Lehrgangs- und Prüfungsgebühren bis zu 15.000 Euro, die zurzeit mit einem Anteil von 50 % als Zuschuss und 50 % als KfW-Darlehen gewährt werden. Zusätzlich werden die Hälfte der Materialkosten für ein Meisterstück mit bis zu 2.000 € gewährt, hiervon ebenfalls 50 % als Zuschuss. Zweckgebundene Fördermittel von anderen öffentlichen Einrichtungen oder dem Arbeitgeber werden entsprechend angerechnet, vgl. § 12 Abs. 1 AFBG.

### Unterhaltsbeitrag
Geförderte Personen in Vollzeitform können darüber hinaus nach dem Gesetz monatliche Zuschüsse und Darlehen für den Lebensunterhalt und die Kinderbetreuung erhalten. Der Höchstsatz beträgt seit 1. August 2020 783 Euro zuzüglich bis zu 189 Euro für den Kranken- und Pflegeversicherungszuschlag für den Leistungsempfänger selbst, 235 Euro für den Ehe- bzw. Lebenspartner sowie 235 Euro je Kind. Der Zuschussanteil beträgt seit dem 1. August 2020 100 %, vgl. § 10 Abs. 2 und § 12 Abs. 2 AFBG.
| Bedarfsart                     | Summe in Euro |
| ------------------------------ | ------------- |
| Grundbedarf                    | 398           |
| Wohnbedarf                     | 325           |
| Erhöhungsbeitrag               | 60            |
| Zuschlag Krankenversicherung   | bis zu 155    |
| Zuschlag Pflegeversicherung    | bis zu 34     |
| Bedarfssatz Leistungsempfänger | = 972         |

### Kinderbetreuungszuschlag
Als 100%iger Zuschuss wird für Alleinerziehende ein Kinderbetreuungszuschlag von 150 Euro pro Monat und Kind gezahlt, vgl. § 10 Abs. 3 AFBG.
Zusätzlich dazu sollen der Unterhaltsbeitrag und der Kinderbetreuungszuschlag auch während der Phase der Prüfungsvorbereitung für bis zu drei weitere Monate als Darlehen gewährt werden.
Wie beim BAföG können auch hier Teile des Darlehens erlassen werden, etwa bei bestandener Fortbildungsprüfung 50 % des Darlehens für die Lehrgangs- und Prüfungsgebühren (§ 13b Absatz 1) oder bis zu 100 % für die mehrjährige Führung eines Betriebes (§ 13b Absatz 2).

### Einkommen und Vermögen
Der Maßnahmebeitrag und der Kindererhöhungsbeitrag werden einkommens- und vermögensunabhängig gewährt.
Für die Bewilligung des Unterhaltsbeitrages hingegen, werden Einkommen des Leistungsempfängers im Zeitraum der Maßnahme und ggf. Einkommen des Ehegatten aus dem vorletzten Kalenderjahr vor Beginn der Maßnahme und Vermögen des Leistungsempfängers zum Zeitpunkt der Antragsstellung berücksichtigt. Irrelevant bei der Bedarfsberechnung ist das Einkommen und Vermögen der Eltern oder der Geschwister des Leistungsempfängers. Die Einkommensfreigrenzen und die sonstigen Bestimmungen zum Einkommen sind den §§ 21 ff. BAföG zu entnehmen. Die Vermögensfreigrenzen betragen im AFBG für den Leistungsempfänger 45.000 Euro, für den Ehegatten 2300 Euro und für jedes Kind jeweils weitere 2300 Euro. Vorhandenes Vermögen wird grundsätzlich nur dann an den Bedarf angerechnet, wenn dieses den ermittelten Freibetrag übersteigt. In Härtefällen „kann ein weiterer Teil des Vermögens anrechnungsfrei bleiben“ (§ 17a AFBG).

## Antragsverfahren
Damit der Anspruch auf Förderung geprüft werden kann, besteht das Erfordernis, einen schriftlichen Antrag bei dem örtlich zuständigen Amt zu stellen. Alternativ kann die Antragsstellung auch auf elektronischem Weg über das Onlineverfahren der einzelnen Bundesländer erfolgen. Maßgeblich für die Bestimmung der örtlichen Zuständigkeit ist der ständige Wohnsitz des Teilnehmers zum Zeitpunkt der Antragsstellung. Die örtliche Zuständigkeit kann mit Angabe der Postleitzahl auf der Internetseite des Bundesministeriums für Bildung und Forschung erfragt werden. Zwingend zu verwenden sind die vorhandenen Formblätter, die je nach individueller Situation des Teilnehmers einzureichen sind. Das Formblatt A (Antrag), das Formblatt B (Bescheinigung über die Teilnahme an einer Fortbildung) und das Formblatt Z (Zulassung zur Prüfung) sind grundsätzlich immer erforderlich, damit eine Prüfung der Voraussetzungen erfolgen kann. Das Formblatt B wird von der Fortbildungsstätte, bei der die Weiterbildung besucht wird, ausgefüllt. Das Formblatt Z füllt die für die Abnahme der Prüfung öffentliche Prüfungsstelle aus; das kann zum Beispiel die Industrie- und Handelskammer oder die Handwerkskammer sein.
Es besteht ähnlich wie im BAföG die Möglichkeit, einen Antrag auf Vorabentscheidung zu stellen. Der Umfang der Prüfung beschränkt sich allerdings auf die Frage, ob für die Teilnahme an einer Maßnahme nach fachlicher Richtung, Fortbildungsziel, zeitlicher und inhaltlicher Gestaltung und Art des Trägers dem Grunde nach die Förderungsvoraussetzungen vorliegen. Eine Prüfung der persönlichen Voraussetzungen erfolgt hierbei nicht, vgl. § 23 Abs. 4 AFBG.
Sobald der Anspruch nach dem AFBG von der Behörde geprüft worden ist, ergeht ein Bescheid mit einer entsprechenden Rechtsbehelfsbelehrung. Im Falle einer Bewilligung erhalten die Leistungsempfänger nach einiger Zeit unaufgefordert einen Darlehensvertrag von der Kreditanstalt für Wiederaufbau, mit denen sie das auf die Förderung entfallende Darlehen in Anspruch nehmen können.